# في بيتنا روبوت 2 (مسلسل)
في بيتنا روبوت ج2 هو مسلسل تلفزيوني مصري عُرض في شهر رمضان عام 2022 ، من بطولة هشام جمال وشيماء سيف وعمرو وهبة وليلى أحمد زاهر ودنيا ماهر ومحمد أوتاكا وطه دسوقي ومى دياب وسليمان عيد، ومن تأليف عمرو وهبة احمد رمزي (المؤثر)،ومن إخراج أسامة عرابي.

## قصة المسلسل
يستعد يوسف لاجتماع هام لعرض ومناقشة النسخ الجديدة والمطورة من لذيذ وزومبا وإمكانية صناعة أعداد أكثر من الروبوتَين، بينما تظهر على سارة أعراض يتضح فيما بعد أنها قد تقلب حياتهما رأسًا على عقب.
يحدث خلاف بين يوسف والشركة ويترك الاجتماع بعدما يظهر سامح مخترع الروبوت «متين» ويتكبر على يوسف. في ذات الوقت تذهب سارة للطبيبة عبلة لتجري اختبارا للحمل، وما تزال هدير تحب لذيذ.
يذهب يوسف وزومبا لرؤية سارة في عيادة الطبيبة عبلة، وتزف سارة ليوسف خبر حملها. في ذات الوقت يحاول هدير وعلاء مغادرة عملهما قبل انتهاء الدوام بشتى الطرق، لكن لذيذ يكشف أمرهما كل مرة.
تخطف زومبا أحد الأطفال من أمه، حتى تحقق رغبة سارة، ويحتار الجميع في كيفية إعادة الطفل لأمه.
بمساعدة علاء وهدير وهادي، يستطع يوسف وسارة إعادة الطفل كريم الذي خطفته زومبا إلى والدته بدون أن تعرف أنه كان في بيتهما طوال هذه المدة.
بعد أن أعطت سارة - أختها هارد دسك يحمل صورا خاصة ليوسف ويحدث خطأ ما، يذهب يوسف وسارة مع زومبا ولذيذ في رحلة للبحث عن الهارد قبل أن تنتشر صور يوسف في كل مكان.
بعد يوم طويل وشاق، يصل يوسف وسارة إلى منزلهما ليجدا جيجي أخت سارة وزوجها إيهاب المزعج وابنهما، ويجن جنون يوسف لحضورهم حيث يرغب في النوم مبكرا للعمل.
تنظم الشركة الممولة سباقًا بين لذيذ وزومبا والروبوت متين لتحديد من سيحصل على التمويل، ويفوز لذيذ وزومبا بالرغم من معرفة سامح صاحب الروبوت متين بشروط المسابقة ومحتواها مسبقًا.
تتشاجر سارة مع يوسف، وحينما يطلب دواء للصداع، تناوله دواء اعطته لها د. عبلة، يجعلها أكثر حساسية، وبسببه يتصرف يوسف بغرابة وتحدث مفارقات كوميدية.
يخدع سامح - يوسف ويقنعه أنه جاء لمصالحته، ويخرب مقبس لذيذ فلا يستطع يوسف شحنه، ويذهب للحي الصيني ليشتري قطعة غيار. في اليوم التالي تصدم سارة - يوسف بالسيارة وتنقذه زومبا.
يفيق يوسف بعد الحادث ويفاجأ الجميع أنه فقد الذاكرة، ولا يعرف نفسه ولا زوجته ولا لذيذ وزومباـ وتحاول سارة بكل الطرق إعادة الذاكرة له ولكنها تفشل.
تحاول سارة إرجاع الذاكرة ليوسف وتنصحها د. عبلة بأخذه إلى الشركة، ولكن للأسف تفشل الخطة ولا يزال فاقد الذاكرة، وينتهز علاء وهدير الفرصة ويقنعاه أنه ساعي وأن علاء هو رئيس مجلس الإدارة وهدير سكرتيرته، وتقع مفارقات كوميدية.
تعود الذاكرة ليوسف ولكنه يخفي الأمر عن سارة، وتسمعه زومبا يحدث لذيذ عن الموضوع، فتخبر سارة بالأمر، وتحاول الأخيرة إقناعه بأنها فقدت الذاكرة أيضا، ولكنه يكشفها في النهاية.
تقتحم عصابة تحت مسمى المقاطيع - شركة يوسف بحثًا عن هادي (الذي هرب) من أجل ثأر قديم بينهم وبين عائلته، ويصطحبون يوسف ولذيذ وعلاء وهدير رهائن في قريتهم حتى يأتي هادي.
يشترط كبير المقاطيع على المجموعة تنفيذ عملية تسليم آثار لكي يطلق سراحهم، وينفذها يوسف ولذيذ، ولكن الكبير يظل يحبسهم حتى يظهر هادي، ويفاجأ الجميع بعفو الكبير عن هادي حينما يسلم نفسه، ويتركهم يذهبوا.
يحاول علاء بشتى الطرق القيام بإجازة ويتم رفض طلبه كل مرة، فيدعي المرض ويزور التحاليل ويخبرهم بأنه سيموت قريبا، فيحاول الجميع استرضاؤه، وتحقيق أمنياته حتى يكتشف لهم ملعوبه، ويقع في شر أعماله.
يقابل المهندس سامح - علاء ويعرض عليه التجسس على يوسف لصالحه بمقابل مادي كبير، وبالفعل يوافق في البدء ولكن بعد فوز زومبا ولذيذ بجولة من المسابقة، يصارح علاء - يوسف الذي يقنعه بأن يصبح عميل مزدوج.
يفاجأ يوسف عندما يعرف من لذيذ أنه قد اتفق مع هدير على إقامة خطبتهما اليوم في بيتها، وعندما يذهب للخطبة مع لذيذ وسارة، ينتهز سامح غيابهم ويحاول اقتحام بيت يوسف لمعرفة أسرار عمله.
يستطيع سامح اقتحام بيت يوسف مع متين ويبحث عن تصميمات يوسف ولكن دون جدوى، ثم تراهما زومبا فتضربهما ضربا مبرحا حتى يهربا. وفي ذات الحين، يقابل يوسف ولذيذ وسارة هدير وأهلها وتحدث مفارقات كوميدية.
يأتي يوسف لسارة بمدرب قيادة سيارات حتى ترحمه من طلباتها في يوم إجازته، وتعذب سارة المدرب. في ذات الحين، يخطف سامح - زياد ويساوم يوسف على تسليمه مقابل إعطاؤه لذيذ وزومبا، ولكن الأمور لا تسير كما يتوقع.
تأتي مستثمرة مهمة تسمى ريتا الحلو إلى الشركة لتعرض على يوسف استثمار مليار دولار في مشروع لذيذ وزومبا، ولكن يتضح أنها نصابة اسمها عبير شخص ما بعثها لتسرق معلومات من لذيذ، ولكنها تفشل.
تحاول عبير التسلل إلى بيت يوسف في غيابه مع سارة بناء على رغبة سامح، وتحصل على المعلومات من اللابتوب الخاص به، ولكن يوسف يكشفها ويتآمر معها ضد سامح في النهاية.
يتفق سامح مع مخترق يسمى فيروس لكي يخترق نظام لذيذ وزومبا، بينما يستعد يوسف ولذيذ لاستقبال وفد من الهند في الشركة. ويستطيع فيروس اختراق زومبا ولذيذ والتحكم فيهما عن بعد مع سامح.
يستطيع فيروس وسامح اختراق لذيذ وزومبا والتحكم فيهما فيسببا مشاكل ليوسف في الشركة ولسارة في البيت، وبجانب ذلك يجعلهم فيروس يقدموا إجابات خاطئة ويخسرا المسابقة، ولكن يوسف يكشفه في النهاية ويتم القبض عليه.
تشاهد سارة مسلسل Newton's Cradle وتتحمس لفكرة السفر إلى America للولادة مثلما فعلت بطلة المسلسل، ولكن بعد أن تحلم أنها بسبب خطأ من زومبا وسوء فهم يتم اتهامهما بالإرهاب والقبض عليهما تتراجع عن الفكرة تماما.
يستأجر سامح شحاذَين يقوم أحدهما بإلقاء نفسه أمام سيارة لذيذ ويقول أنه صدمه، فيأخذهما يوسف إلى منزله خوفا من إبلاغ الشرطة وأن ينكشف أمر لذيذ فيضطر يوسف الانتظار معهما، ولكنه يبعث سارة مع الروبوتات ويفوزا بالمسابقة.
تشك سارة في يوسف حين تسمعه يحدث امرأة على الموبايل، وتسجل حساب على الفيسبوك باسم مزيف وتحدثه من خلاله ويتجاوب معها فتتأكد أنه يخونها، ويتضح أن علاء يحدثها من حساب يوسف، ولكنها لا تعرف.
يزداد شك سارة في يوسف فتنصب له فخا لتمسك به متلبسا ولكن يتضح أنه اتفق مع جارتهما لإقامة حفل مفاجئ لسارة بمناسبة اقتراب موعد وضعها للطفل. في حين يرشي علاء - حكم المسابقة ظنا منه أنه يخدم يوسف ولكن تنقلب الخطة ضده.
يرفد يوسف - علاء بسبب ما فعله وخسارتهم الجولة السابقة، ويفاجئ يوسف - سارة بشبيه آسر ياسين وتظن سارة أنه هو الفنان، ويدبر سامح حادث فيستأجر رجلا يصدم لذيذ بسيارته حتى يفوز هو بالجولة الأخيرة.
بعد أن وقعت سارة مغشيا عليها بعد حادث لذيذ، تذهب إلى المستشفى ويفاجأ الجميع بوضعها ثلاثة توائم. يفوز يوسف بالجولة الأخيرة من المسابقة ويُقبض على سامح لتدبيره الحادث. يصلح يوسف لذيذ ومتين ويصنع روبوت آخر يسمى لذيذة.

## طاقم التمثيل
| الممثل/ة       | الشخصية |
| -------------- | ------- |
| هشام جمال      | يوسف    |
| شيماء سيف      | زومبا   |
| عمرو وهبة      | لذيذ    |
| محمد أوتاكا    |         |
| ليلى أحمد زاهر | سارة    |
| سليمان عيد     |         |
| دنيا ماهر      |         |
| مي دياب        |         |
| طه دسوقي       |         |
| دنيا سامي      |         |
| شروق أيمن      |         |
| نيللي محمود    |         |
| إياد أمين      |         |
| عمر أسامة      |         |
| عماد رشاد      |         |
| نادين خالد     |         |
| أحمد رمزي      | هادي    |
| مادي           | متين    |

## فريق العمل
- إخراج: أسامة عرابي
- تأليف: عمرو وهبة
- موسيقى تصويرية: مادي
- مونتاج: شريف لطفي
- مدير التصوير: جلال الزكي
- إنتاج: روزناما للإنتاج الفني

## وصلات خارجية
- في بيتنا روبوت 2 على موقع قاعدة بيانات الأفلام العربية